# Sedini
Sedini település Olaszországban, Szardínia régióban, Sassari megyében. Lakosainak száma 1245 fő (2023. január 1.). Sedini Bulzi, Castelsardo, Laerru, Nulvi, Santa Maria Coghinas, Tergu és Valledoria községekkel határos.

## Népesség
A település lakossága az elmúlt években az alábbi módon változott:
| Lakosok száma | 1338 | 1334 | 1245 |
|               | 2017 | 2018 | 2023 |